# Robert Brendel (Modellbauer)

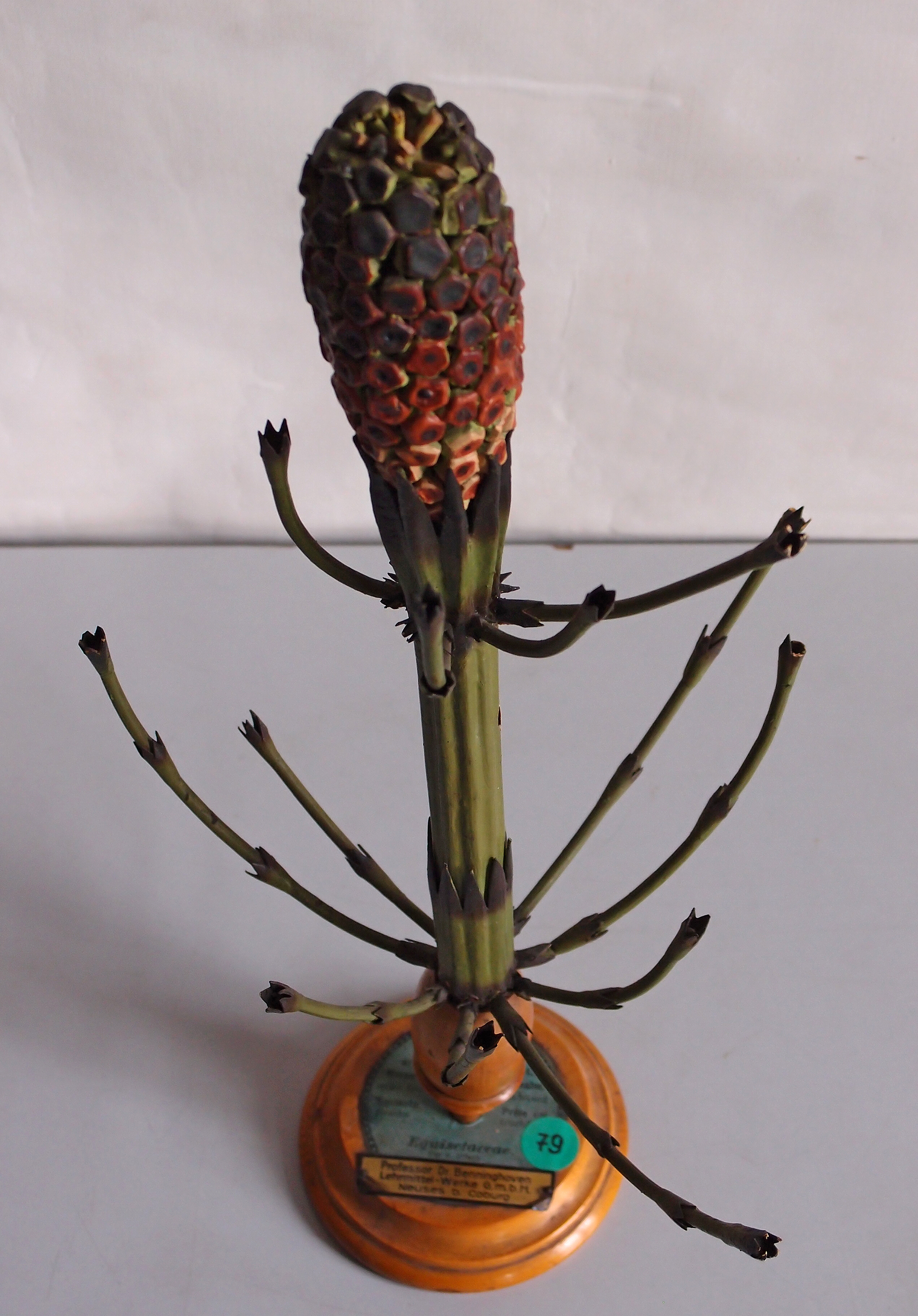
Brendel-Modell von Equisetum (Schachtelhalme), Botanisches Museum Greifswald

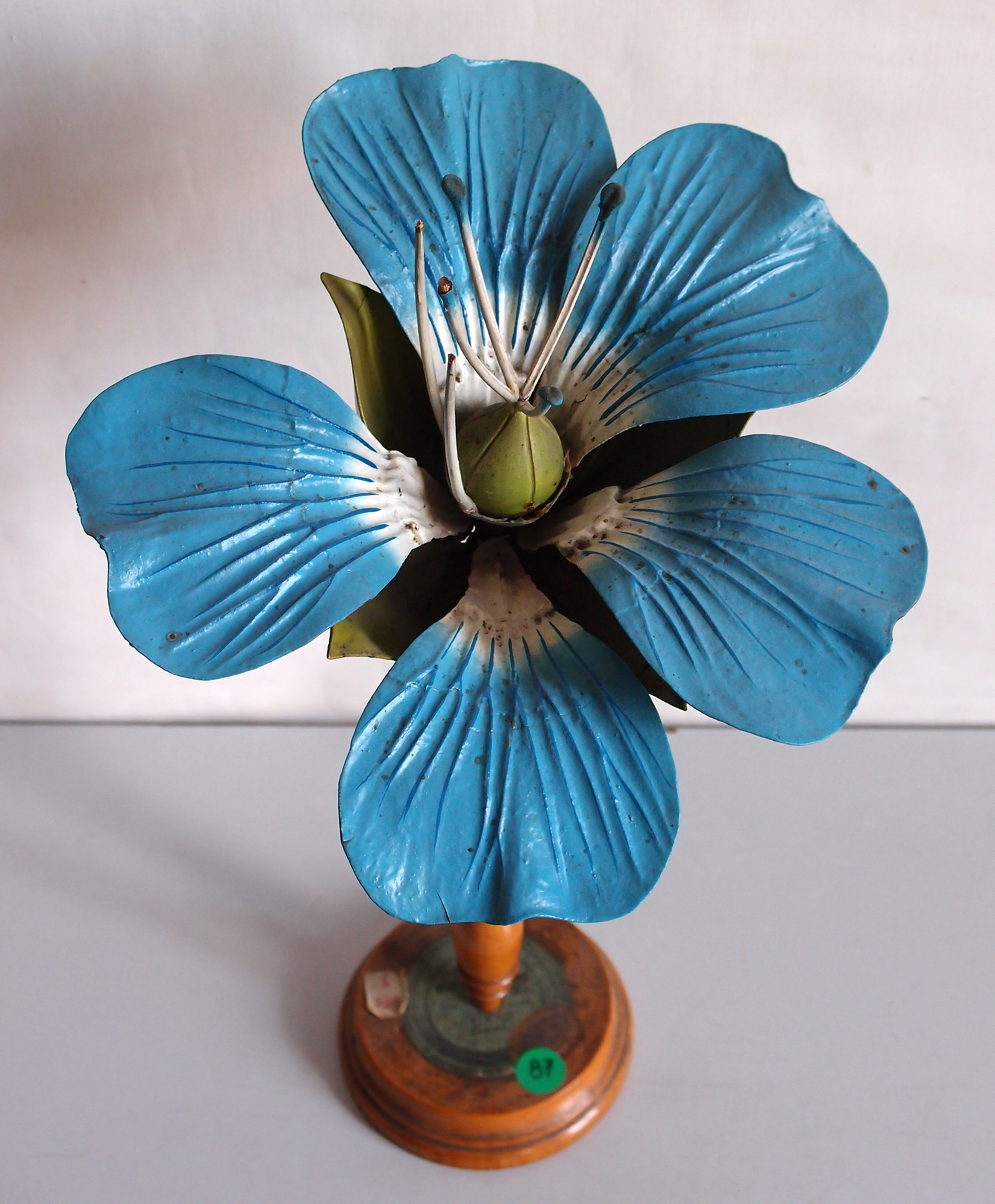
Brendel-Modell von Linum usitatissimum (Gemeiner Lein), Botanisches Museum in Greifswald

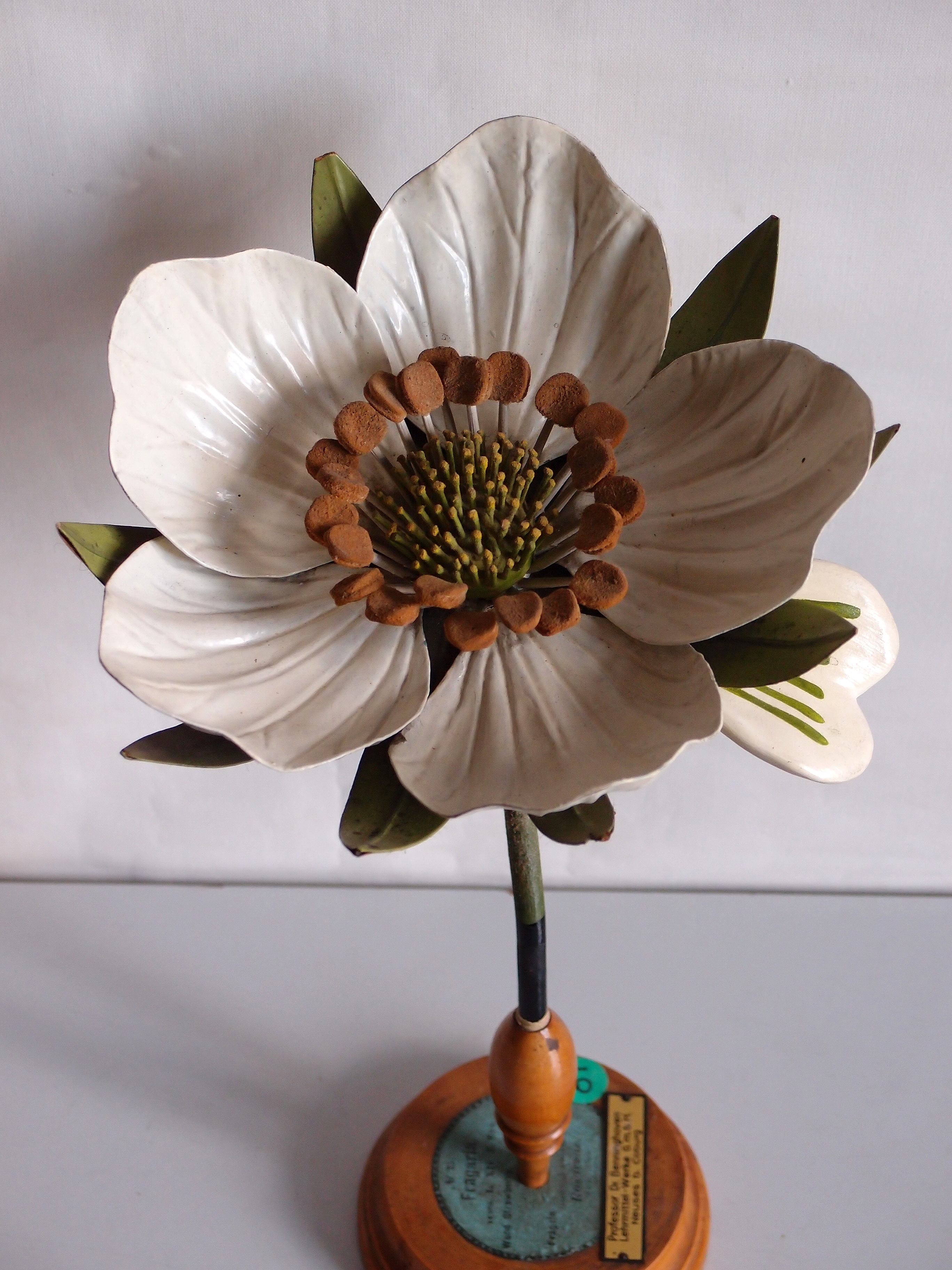
Brendel-Modell von Fragaria vesca (Wald-Erdbeere), Botanisches Museum in Greifswald

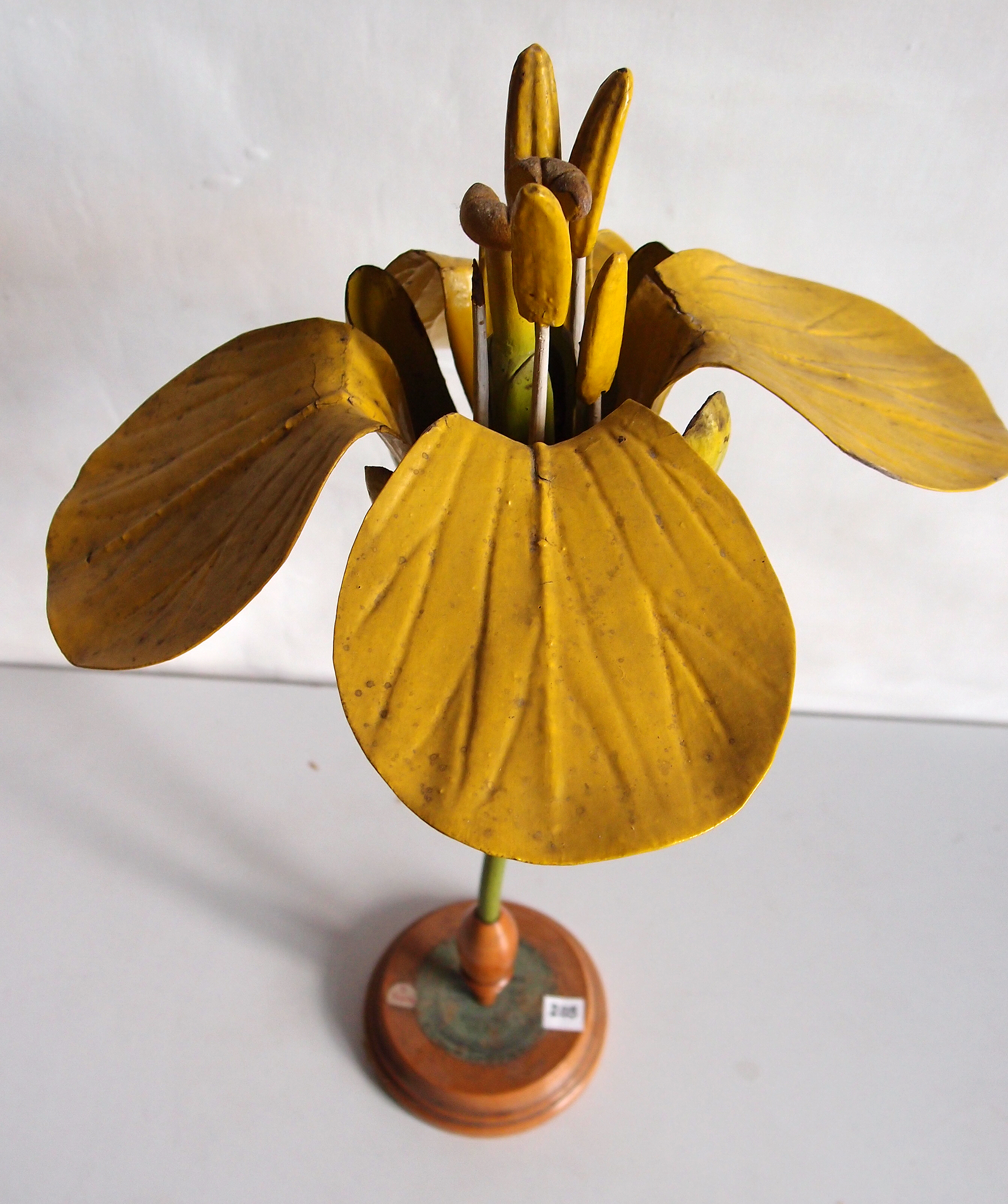
Brendel-Modell von Brassica napus (Raps), Botanisches Museum in Greifswald

Carl Robert Brendel (* 5. Juli 1821 in Reichenbach, Kreis Reichenbach (Eulengebirge), Provinz Schlesien; † 22. Januar 1898 in Berlin) war ein deutscher Unternehmer und Hersteller von Lehrmitteln und botanischen Modellen.

## Leben
Robert Brendel wurde 1821 in Reichenbach als Sohn des Sattlers und Wagenbauers Gottlieb Reinhold Brendel und dessen Ehefrau Joahnne Eleonore geb. Rummler geboren. Als Fabrikant und Kaufmann für Gummi- und Guttapercha-Waren ließ er sich in Breslau nieder.  Am 21. November 1854 heiratete er in Berlin die gebürtige Berlinerin Louise Helene Auguste Fonrobert. Aus dieser gingen zwei Kinder, Auguste Julia Margarita Brendel (1856–) und Reinhold Brendel (1861–1927) hervor.
Der Apotheker Carl Leopold Lohmeyer erstellte in der Zeit von 1865 bis 1869 in Breslau modellhafte Nachbildungen besonders interessanter Blütentypen, die an der Universität Breslau sowie auch an der Realschule am Zwinger zu Breslau mit großem Erfolg beim botanischen Unterricht eingesetzt wurden und als „Lohmeyer’sche Pflanzenmodelle“ Bekanntheit erlangten.
Da auch andere Lehranstalten Interesse an den Modellen bekundet hatten, vervielfältigte Robert Brendel diese Einzelmodelle auf Initiative des Breslauer Botanikers Ferdinand Julius Cohn in seiner Werkstatt in der Riemerzeile 15 in Breslau und konnte bereits im März 1866 die erste Serie von 30 Blütenmodellen im In- und Ausland zum Preis von 20 Thalern zum Verkauf anbieten, wobei nach Ansicht von Ferdinand Julius Cohn die Kopien die Originale durch elegantere Ausstattung und eine getreue Wiedergabe der natürlichen Formen und Farben noch übertrafen.
Im Herbst 1873 übersiedelte Robert Brendel mit seiner Firma an den Kurfürstendamm 101 nach Berlin und 1885 erschienen die ersten vom Dozenten für Botanik an der Berliner Universität Alexander Tschirch verfassten umfangreichen wissenschaftlichen Erläuterungen zu den botanischen Modellen von Robert Brendel, wobei Tschirch die Modelle in den Katalogen nach dem erst wenige Jahre zuvor von August Wilhelm Eichler entwickelten System zur Klassifikation der Pflanzen ordnete.
In der Zeit um 1890 übernahm sein Sohn Reinhold Brendel die Firma und führte sie unter der Bezeichnung „Verlagsanstalt für Lehrmittel“ zunächst in der Ansbacherstraße 56 und dann in der Schillstraße 11 weiter. Um das Jahr 1897 übersiedelte er mit seiner Lehrmittelhandlung in die Bismarck-Allee 37 in Berlin-Grunewald. 1921 verlegte er die Firma nach Neumarkt in Schlesien. 1925 übernahm dessen Sohn Reinhold Hermann Brendel die Firma und siedelte sie 1930 im schlesischen Liegnitz an. Im Zweiten Weltkrieg wurde die Handlung komplett zerstört. Nach dem Krieg führte Reinhold Hermann Brendel ab 1950 die Produktion der botanischen Modelle bei der Firma Phywe in Göttingen unter der Bezeichnung „Brendel-Modell“ fort.
Brendel-Modelle wurden im Laufe der Zeit mit zahlreichen Medaillen und Auszeichnungen auf wissenschaftlichen Ausstellungen und Weltausstellungen prämiert. Botaniker wie Ferdinand Julius Cohn, Eduard Eidam, Leopold Kny, Otto Müller und Alexander Tschirch wurden im Vorfeld der Herstellung einbezogen und erstellten Erläuterungen zu den jeweiligen Modellen.
International wurden Brendel-Modelle von den bedeutendsten Naturalienhändlern wie Václav Frič in Prag und James W. Queen & Company in Philadelphia gehandelt.
Die Brendel-Modelle zählen heute zusammen mit den Pilz-Wachsmodellen des österreichischen Botanikers Leopold Trattinnick, den Papiermaché-Modellen zur menschlichen Anatomie des französischen Anatomen und Modelleurs Louis Auzoux sowie den zoologischen und botanischen Glasmodellen des Leopold und Rudolf Blaschka zu den weltweit bedeutendsten naturwissenschaftlichen Modellen. Ausführungen aus der von Robert Brendel geprägten Breslauer Periode, die sich durch einen Sockel aus hellem Obstholz auszeichnen, gelten heute als absolute Raritäten. Bei den späteren Berliner Modellen hingegen besteht der Sockel in der Regel aus schwarz lackiertem Holz.

## Schriften
- Botanische Modelle. Mit Beiträgen von Ferdinand Julius Cohn, Professor [Königliche Universität zu Breslau] und Cäsar Albano Kletke, Direktor der Realschule am Zwinger. In: Deutsches Magazin für Garten- und Blumenkunde, Jg. 1866, S. 148–151 (books.google.de)